# К-472
К-472 (заводской номер - 338) — советский ракетный подводный крейсер стратегического назначения,  корабль проекта 667Б «Мурена».

## История службы
За время службы К-472 совершил 23(25?) автономных похода.

### Постройка
Зачисление подводной лодки К-472 проекта 667Б «Мурена» в списки кораблей ВМФ произошло 4 апреля 1972 года. 10 августа того же года корабль был заложен на стапеле цеха № 50 на «Севмашпредприятии» в г. Северодвинске как крейсерская атомная подводная лодка с баллистическими ракетами. 26 апреля 1974 года состоялся вывод из цеха и успешный спуск на воду. В августе 1974 года на корабле поднят военно-морской флаг. 23 августа 1974 года подводная лодка совершила первое погружение. 14 ноября 1974 года был подписан приемный акт и корабль вступил в строй. Ответственный сдатчик - Бунчиков В.Б., сдаточный механик - Воронин А.С. 10 декабря 1974 год вошла в состав Краснознаменного Северного флота. Зачислена в состав 41-й ДиПЛ 11-й ФлПЛ Краснознаменного Северного флота с базированием на Гремиху (пос. Островной). 17 января 1975 года подводная лодка прибыла к месту постоянного базирования.

### 1970-е годы
1976 год: в течение года выполнила задачи двух автономных БС.
25 июля 1977 года переклассифицирована в ракетный подводный крейсер.
1978 год: в течение года выполнил задачи двух автономных БС. В одной из них попал в трал.
1979 год: зимой с оценкой "отлично" выполнил ракетные стрельбы. Летом выполнил задачи автономной БС. В декабре завоевал звание "отличной".

### 1980-е годы
1980 год: в течение года выполнил задачи двух автономных БС.
1981 год: в течение года выполнил задачи двух автономных БС.
С 30 января 1985 года по 14 февраля 1986 года проходил средний ремонт на СРЗ «Звёздочка» в г. Северодвинск. Ответственный сдатчик - Вавулин Г.С., сдаточный механик - Петрушенко В.Г..
С 1986 года по 1988 год выполнил задачи 7 автономных походов.
28 июля 1988 года сформирован 2-й экипаж.
Летом 1989 года выполнил задачи автономной БС.

### 1990-е годы
3 июня 1992 года переклассифицирован в атомный подводный крейсер стратегического назначения.

### Вывод из эксплуатации
28 (31?) марта 1995 года исключен из боевого состава ВМФ. Передан в ОРВИ и в Гремихе поставлен на прикол.
В 2007 году (?)находился на утилизации на ФГУП "СРЗ Звездочка" в г. Северодвинск.

## Командиры корабля
1. Козинский А. В. (20.09.1972-10.03.1983)
2. Леонтьев М. А. (25.03.1983-11.1983)
3. Колотюк Ю. П. (11.1983-10.1984)
4. Агапитов В. В. (1984-07.1986)
5. Чурилов Ю. А. (10.07.1986-12.1990) 1 экипаж
6. Карамышев А. М. (01.1989-05.1989) 2 экипаж РПК К-279
7. Полянский А. В. (08.07.1988-26.09.1989) 2 экипаж
8. Дроздов В. Д. (..?..-1990-01.1993-..?..) 1 экипаж
9. Марзоев В. М. (01.1990-08.1990) 2 экипаж РПК К-457
10. Пашинский К. Ф. (05.1992-11.1992) 2 экипаж РПК К-279
11. Петин В. Н. (..?..-..?..) 1? экипаж
12. Панкрашин Н. П. (..?..-..?..) 1? экипаж